# Lower Pilsley
Lower Pilsley – osada w Anglii, w hrabstwie Derbyshire. Leży 12,4 km od miasta Matlock, 28 km od miasta Derby i 203,5 km od Londynu. W 2015 miejscowość liczyła 1203 mieszkańców.